# Veguillas de la Sierra
Veguillas de la Sierra è un comune spagnolo di 20 abitanti situato nella comunità autonoma dell'Aragona.